# ブゴイノ
ブゴイノ（ボスニア語: Bugojno,クロアチア語: Bugojno,セルビア語: Бугојно）はボスニア・ヘルツェゴビナを構成する構成体のうちボスニア・ヘルツェゴビナ連邦の中央ボスニア県に属する都市および基礎自治体で、ヴルバス川河畔に位置する。サラエヴォの北西80km、アドリア海からは100km内陸に入った場所に位置し2007年現在の人口は約4万人である。クプレス方向に向かって西側の地域はコプリヴィツァ(Koprivica)と呼ばれている。この地域は広大な森林が広がっており狩猟が盛んな地域でかつて、ユーゴスラビアの大統領であったヨシップ・ブロズ・ティトーが狩猟などで好んだ場所の一つである。深い森や人家が希薄な場所ではクマやクズリ、シカ、イノシシなど様々な多くの動物の聖域を作っている。狩猟以外にもカリン山(Kalin)では週末にはハイカーなど自然を楽しむ人々には著名な場所となっている。

## 地勢
ブゴイノの平均海抜は570mで自治体全域のほとんどが森林を占めている。山がちな地形もこの地域を特徴付けるもので、ストゼル(Stozer,1,758m)、カリン山(Kalin,1,530m)、ルディナ山(Rudina,1,385m)などはブゴイノでは最も高い山々である。

## 歴史

### 古代
すでに、ローマ時代には今日のブゴイノにあたる場所は属州ダルマチアとヘルツェゴビナを結ぶ街道網の重要な要衝であった。考古学的な発見から青銅器時代や鉄器時代から人間の生活の跡も示されている。イリュリア人の一部族であるサーデアタン族(Sardeaten)がこの地域に移動していた。また、6世紀になるとアヴァールがケルト人を侵略している。

### 中世
スコパリスカ峡谷(Skopaljska)がハンガリー王ベーラ4世により言及されている。1244年にはこの地域一帯は中世ボスニア王国の支配下に入っていた。1463年にボスニアはオスマン帝国の支配下に入り、ブゴイノ周辺はクリスサンジャクに含まれていた。1693年に今日のブゴイノ市街中心にあるスルタン・アフメドモスクが建てられ、このモスクはボスニア・ヘルツェゴビナにおいては最も古いモスクの一つに含まれている。

### 近代から20世紀まで
オーストリア＝ハンガリー帝国によってボスニア・ヘルツェゴビナは1878年から支配下に入り1908年までその領域であった。新たな行政機構が作られている。その後、第一次世界大戦後には後のユーゴスラビア王国となるスロベニア人・クロアチア人・セルビア人国が成立する。第二次世界大戦後、ユーゴスラビア社会主義連邦共和国が成立すると経済が回復しその後、経済成長が進んで行く。1960年代、ブゴイノ、ドニ・ヴァクフ、ゴルニ・ヴァクフなど周辺の自治体を合わせた人口は約10万人おり、経済の好況によって新たな産業や観光が発展した。

### ユーゴスラビア紛争
1991年に起こったクロアチアとスロベニアでの紛争によって、ボスニア・ヘルツェゴビナの状況は危機的なものとなった。1992年5月、ユーゴスラビア人民軍(JNA)は砲撃を町に行うようになりボシュニャク勢力とクロアチア系勢力の連合勢力は町の防衛を行っている。JNAの攻撃直後、ボスニア・ヘルツェゴビナ紛争が勃発する。初期の段階では連合を組んでいたボシュニャク人とクロアチア人であったが、ブゴイノの町は1992年5月から1993年7月までクロアチア系勢力の攻撃下にあった。クロアチア系武装勢力のクロアチア防衛評議会の兵士や部隊等はボシュニャク人に対しヴルバニャ地区での大量虐殺(ジェノサイド)を犯している。毎年7月17日はこの大量虐殺を追悼するメモリアルデーとなっている。後の解放の為の攻撃時、ボスニア・ヘルツェゴビナ政府勢力はクロアチア系兵士や武装したクロアチア系市民を逮捕している。逮捕者は9つの強制収容所に送られ、ほとんどは町のスタジアムで残酷な処刑が行われた。また多くのクロアチア系市民もボスニア・ヘルツェゴビナ共和国軍の支援者などに殺されている。

### ボスニア・ヘルツェゴビナ紛争後
ボスニア・ヘルツェゴビナ紛争終結後、多くのセルビア系やクロアチア系の市民はブゴイノを去り、現在ではそのほとんどがボシュニャク人が占めるようになった。厳しい経済状況やこの地域での貧しい教育機会など多くが難民となりボスニア・ヘルツェゴビナを逃れている。クロアチア系の市民は1992年春からブゴイノから逃れ、クロアチアやオーストリア、ドイツなどで暮らしている。紛争の痕跡は今でも見ることが出来、市街を見下ろす小さな丘の上には病院の骨組みが残されている。1995年のデイトン合意後、平和安定化部隊のヘリコプターの基地としてブゴイノの工場用地が使われていた。後に基地はスルプスカ共和国のバニャ・ルカに移転している。

## 経済

### 1991年以前
ユーゴスラビア時代のブゴイノは経済的に繁栄していた。新たな産業が地域全体に現れ、金属加工工場や電気機器の工場等が立地していた。皮革加工の"Bugojanska Kozara"は現在でもブゴイノで操業している。製パン業の"Klas d.o.o."はヴルバニャ地区で製粉所を操業していた。また、森林資源に恵まれていることから木材加工の"Stolarija"の工場は大きく成長していた。農業や林業など伝統的な1次産業も継続的に重要な役割を担い、一緒に山地部分には観光やレクレーションの場が作られている。ユーゴスラビアの武器製造企業であるRodic d.o.o.はブゴイノに大きな生産設備を持ち、この地域では最大の雇用先でもあった。1981年当時のブゴイノのGDPはユーゴスラビア平均の98%であった。

### 1995年以後
今日のブゴイノでの主要な産業は紛争以前から操業する皮革工場と製粉所で、ユーゴスラビア時代の大企業は存在しない。以前の多くの国有企業は民営化の波に飲まれ閉鎖されるなど黄金時代に幕を下ろしている。今でも残っている2つの企業も同様で製品のレベルは1991年より下である。投資不足や貧弱なマネージメント、国際的な競争のための欧州基準に達していないことなど問題が多い。大規模な工場よりは多くの中小企業が現れている。一方でユーゴスラビア崩壊後、約20年間ブゴイノでは産業の分野では経験を蓄積をしてきている。町では様々な家具や織物製品などの産業が集中している。さらに緑化市場や畜産業、個人商店の他、毎週金曜日に開催される蚤の市では賑やかな雰囲気となる。食品、電機、織物等の卸売市場も整備され始めている。2008年からボスニア・ヘルツェゴビナ連邦政府はこの地域の土壌サンプルを集め、コテジ村(Kotezi)に大きな採炭地を設立し火力発電所の設置を計画している。2010年10月からは金属加工業で再び国外からの投資が見られスロベニアのマリボルの企業であるMLM (metal fabricators Mariborska Livarna Maribor) が子会社であるMLM Alutecを創業させている。

## 教育
ブゴイノには幼稚園が1校と4校の学校があり2校は中等学校、1校は音楽学校、残りはギムナジウムである。グラツァニツァ、ブリストヴィ、ドルヴェティネ等の村落には他に3つの初等学校がある。

## 交通
ブゴイノにはバスターミナルがあり、いくつかの私営バス路線がある。ボスニア・ヘルツェゴビナでは現在、欧州自動車道路が整備されているがブゴイノ市内は経由しない。E761号線はドニ・ヴァクフを経由しておりブゴイノからは20分である。幹線道路はM5号線の一部であるM16号線が経由するのみである。かつてオーストリア＝ハンガリー帝国が狭軌鉄道をブゴイノ、ラシュヴァ間に敷いていたがユーゴスラビアによって廃止されてしまった。鉄道はボスニアンゲージと呼ばれる軌間760mmの狭軌鉄道であった。当時の人々は機関車を"Ciro"と言う愛称で呼んでいた。軌道は1894年に完成し、ヤイツェ、ドニ=ヴァクフ間は1895年に完成している。
　

## 文化

### 音楽・演劇
二つの有名な団体が音楽学校と並び言及されている。一つはフェドラ劇場は1963年からあり、それ以来ブゴイノではフェドラ劇場フェスティバルが行われている。もう一つはアーバンフォルクローレアンサンブルブゴイノで、両方とも国内、国外を通じ良く知られている。1984年のサラエボオリンピック開催時二つの団体は開会式に参加し、1986年にはフランスで行われたフェスティバルや1987年にオフリドで開催された"Ohrid 87"に参加している。紛争後の1995年以後もオーストリアやノルウェー、イタリア、トルコ、スペインなど欧州を中心に活躍している。

### スポーツ
ブゴイノにはサッカーのクラブチームがある。イスクラ・ブゴイノは12,000人を収容出来るスタジアムを有している。このチームはドイツやクロアチアのリーグで活躍する選手を輩出しておりErmin ZecやMehmed Alispahic、Vlatko Glavaš 、Tomislav Piplicaなどが在籍した。1994年にはボスニア・ヘルツェゴビナの最上位リーグであるプレミイェル・リーガの参加クラブであった。近年はチームの成績は低迷し、二部リーグなどに参加している。サッカー以外にもブゴイノでは卓球やハンドボール、バスケットボールなどのクラブチームがある。

## 人口動態
| 民族構成 |            |        |                |        |              |        |                  |       |        |       |         |  |  |
| 年       | セルビア人 | %      | ボシュニャク人 | %      | クロアチア人 | %      | ユーゴスラビア人 | %     | その他 | %     | 合計    |  |  |
| 1961     | 5,212      | 21.61% | 7,194          | 29.83% | 9,682        | 40.15% | 1,871            | 7.76% | 155    | 0.64% | 24,114  |  |  |
| 1971     | 6,295      | 19.76% | 13,050         | 40.96% | 12.040       | 37.79% | 197              | 0.61% | 274    | 0.88% | 31,856  |  |  |
| 1981     | 7,458      | 18.65% | 16,214         | 40.56% | 14,187       | 35.49% | 1,731            | 4.33% | 379    | 0.97% | 39,969  |  |  |
| 1991     | 8,673      | 18.50% | 19,697         | 42.01% | 16,031       | 34.19% | 1,561            | 3.33% | 927    | 1.98% | 46,889  |  |  |
| 2009     | 300        | 0.94%  | 27,000         | 84.91% | 4,500        | 14.15% | -                | -     | -      | -     | ~31,800 |  |  |
|          |            |        |                |        |              |        |                  |       |        |       |         |  |  |

## ギャラリー

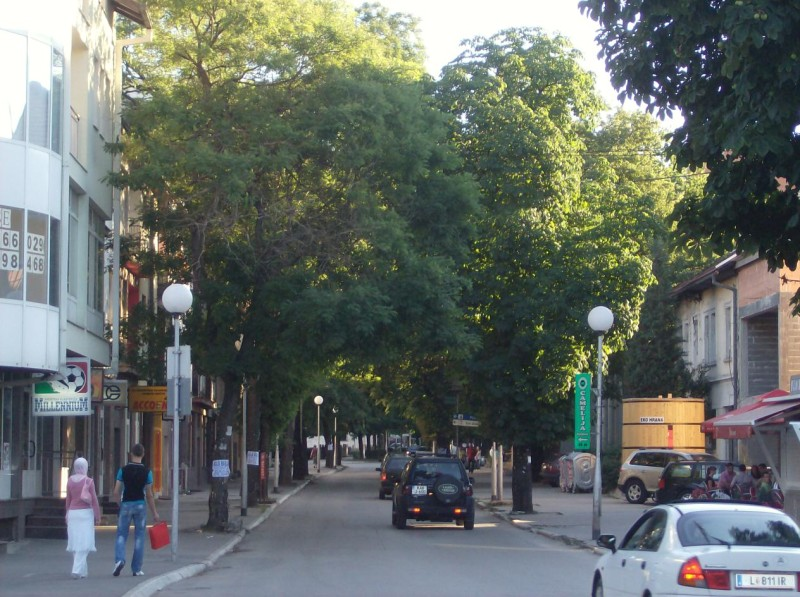
市街中心部
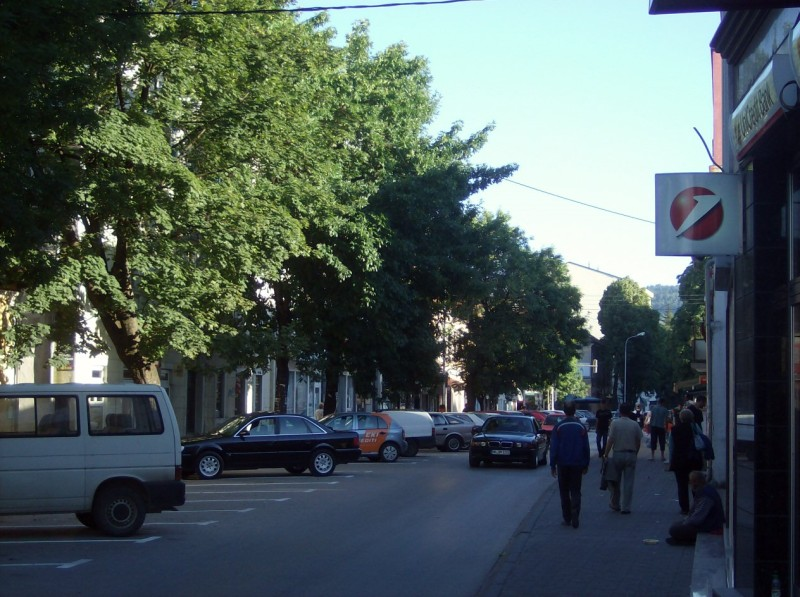
市街中心部
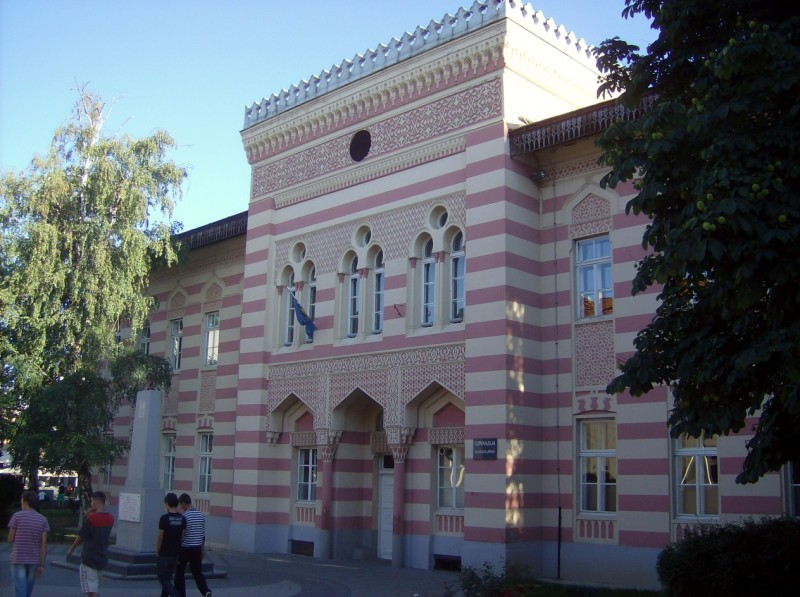
高校
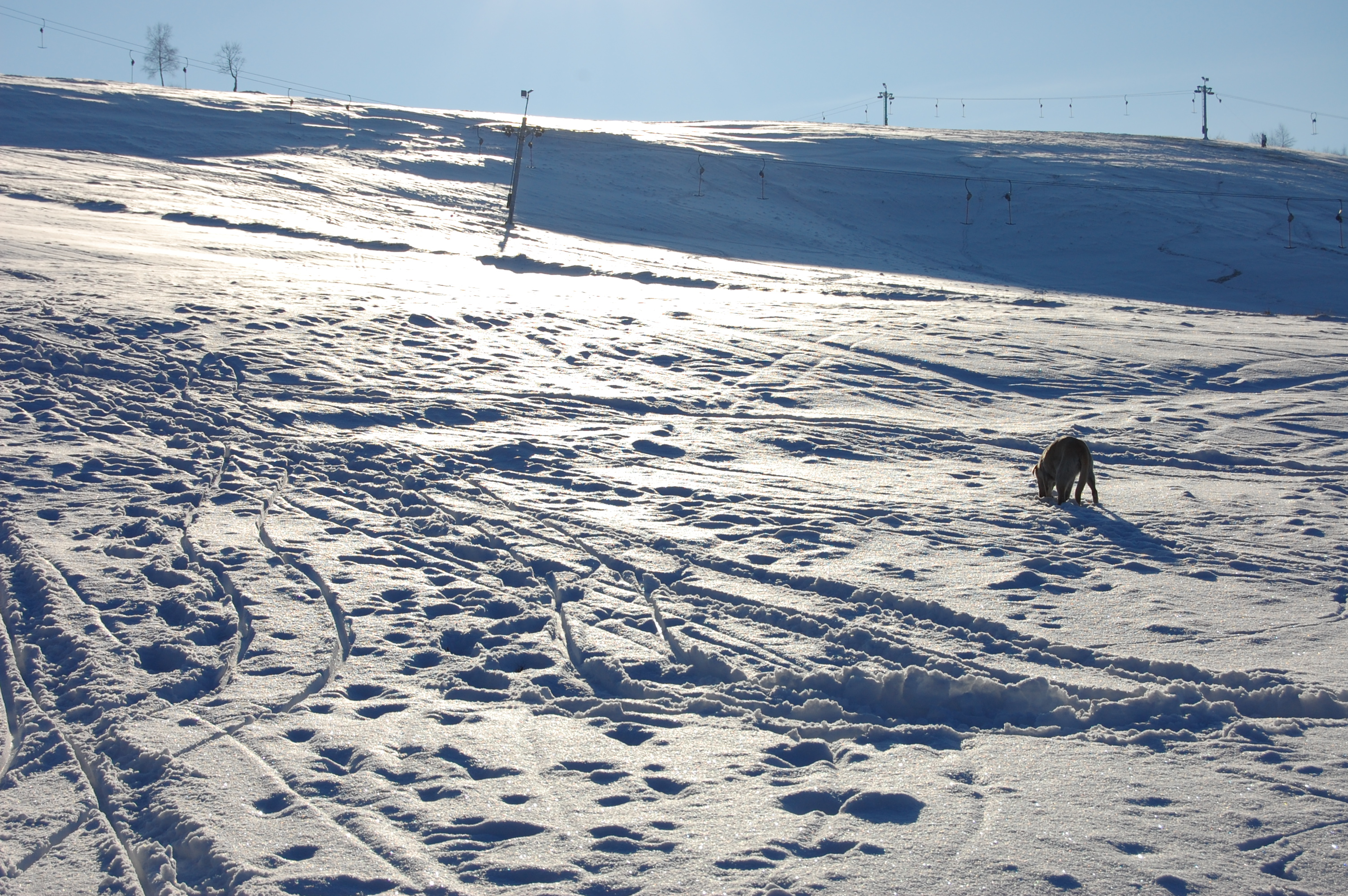
ロストヴォのスキーリフト
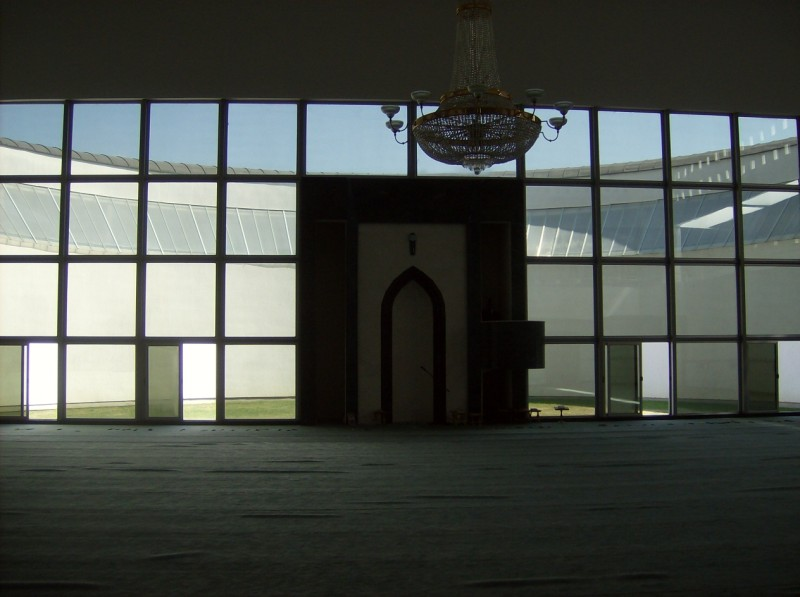
ゲヴヘール妃モスク
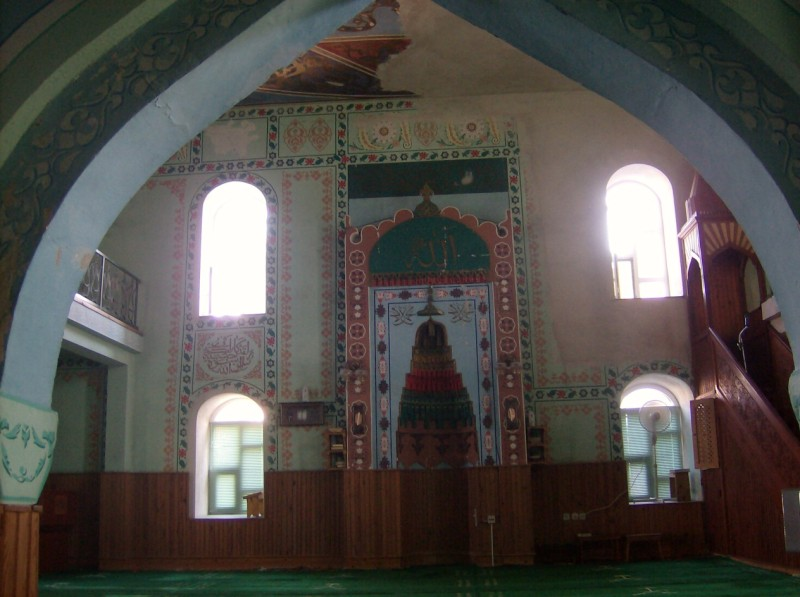
スルタン・アフメドモスク, 1693
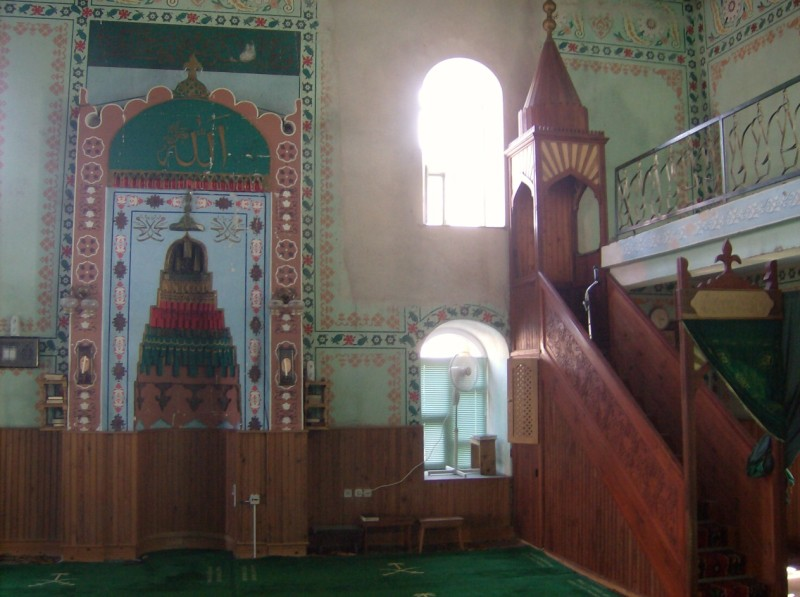
スルタン・アフメドモスク, 1693
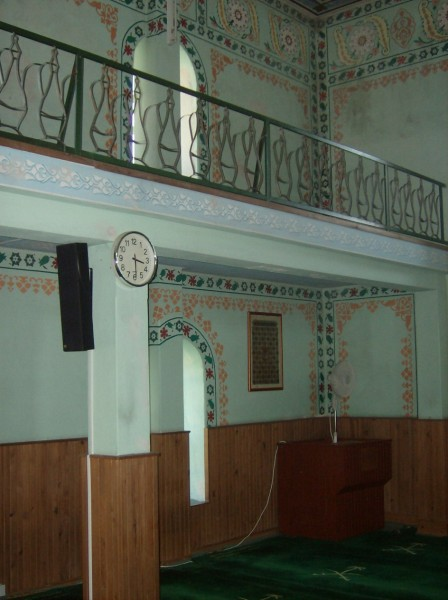
スルタン・アフメドモスク, 1693
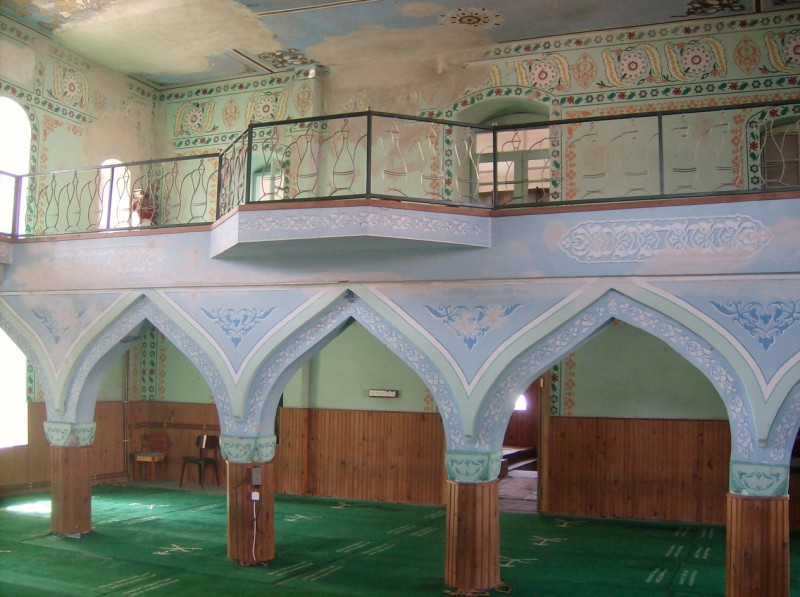
スルタン・アフメドモスク, 1693
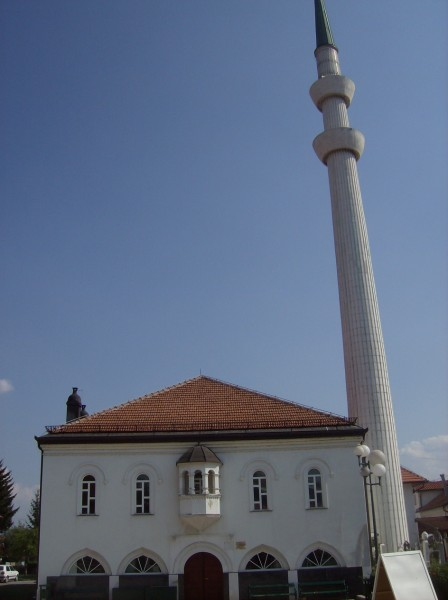
スルタン・アフメドモスク, 1693
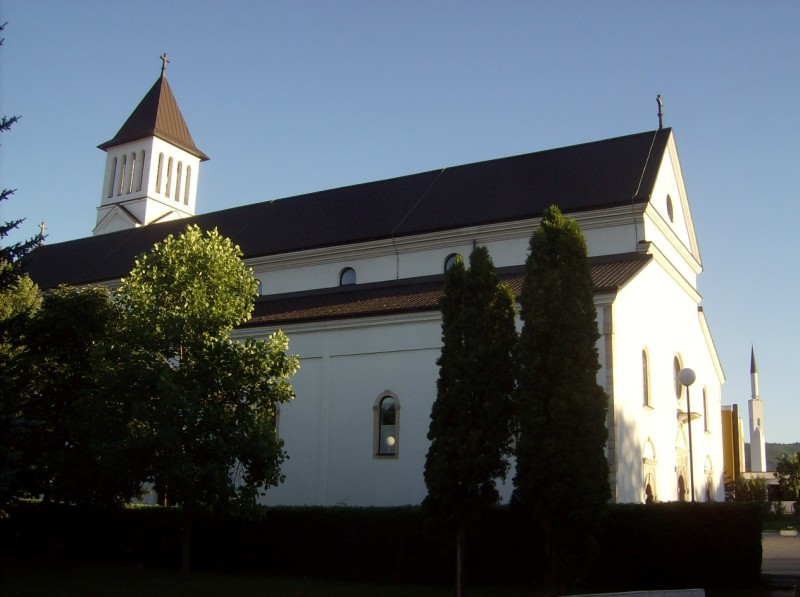
パドゥア聖アンソニーカトリック教会
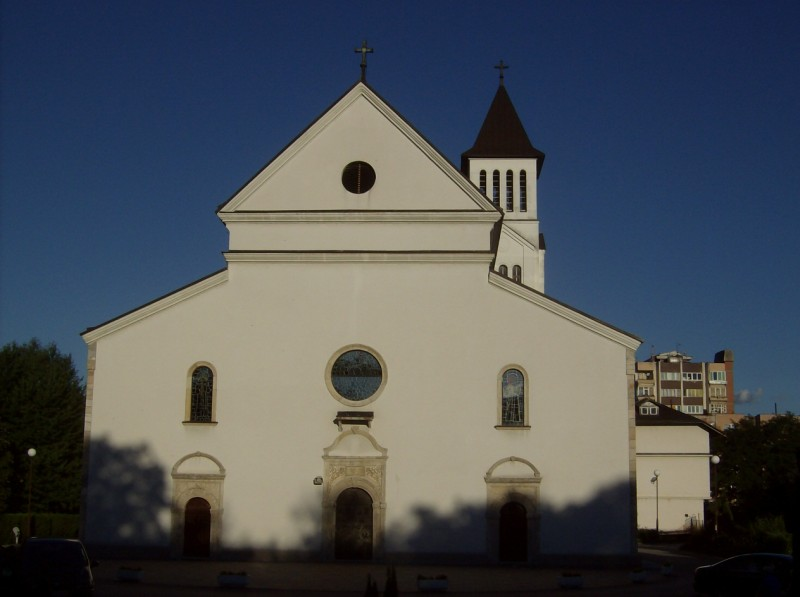
パドゥア聖アンソニーカトリック教会
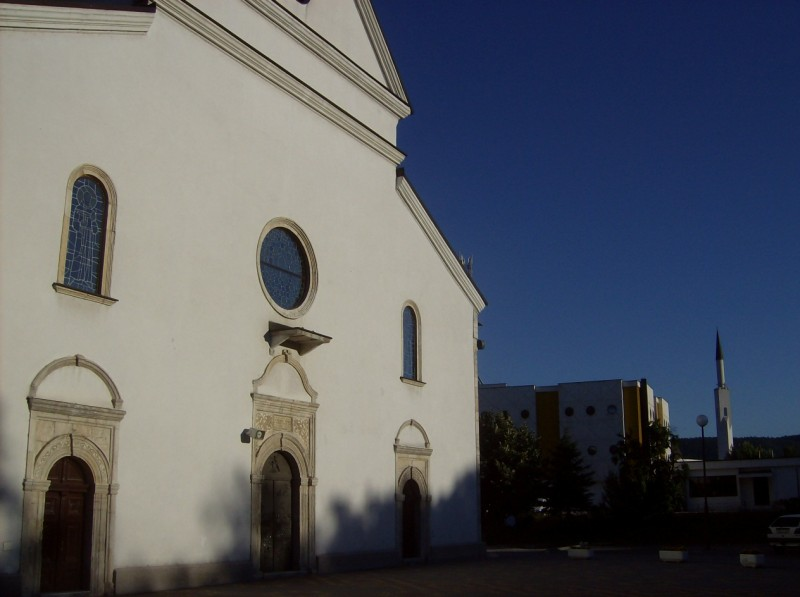
教会とモスクの並び
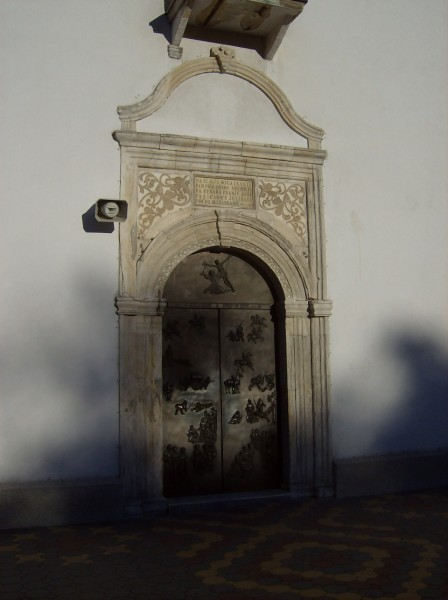
パドゥア聖アンソニーカトリック教会